# 朗維尤 (北卡羅萊納州)
朗維尤（英語：Long View）是一個位於美國北卡羅萊納州伯克縣及卡托巴縣的城鎮。

## 人口
根據2020年美國人口普查的數據，朗維尤的面積為10.45平方千米，當中陸地面積為10.42平方千米，而水域面積為0.03平方千米。當地共有人口5088人，而人口密度為每平方千米487人。